# Palacio de los Aguado-Pardo
El palacio de los Aguado-Pardo (también conocido como Casa de los Junco o Casa Junco) es un palacio situado en la calle Mayor de Palencia, España, declarado bien de interés cultural el 31 de diciembre de 1998.

## Descripción
El antiguo palacio de familia Aguado-Pardo, conocido popularmente como Palacio de los Junco, es el único exponente de arquitectura civil de época barroca conservado en la ciudad de Palencia.
El palacio se configura como un ejemplar único, en el que confluyen el gusto italiano y la tradición castellana. Presenta planta cuadrada con patio interior y una espectacular fachada realizada en ladrillo con almohadillado de piedra en portada y refuerzo de esquinas. La puerta principal se enmarca con dos pilastras lisas y marco quebrado con orejeras en las esquinas, que se prolongan en altura enmarcando el ventanal principal, que apoyado sobre ménsulas de piedra, presenta balcón de reja de hierro. A ambos lados, sendos escudos de familia. Por encima un pequeño ventanal emamarcado por frontón semicircular con grirnaldas floreadas, remata el conjunto.
La cubierta de teja árabe, apoya en un alero y friso realizado en ladrillo con distintos motivos decorativos. 